# 帕托斯
帕托斯，是阿爾巴尼亞中西部非夏爾州的一个市镇。该市镇包括3个行政分区，行政中心为帕托斯镇。市镇面積为82.59平方公里，2011年人口数量为22,959人，帕托斯镇的人口数量则为15,397人。
帕托斯为阿尔巴尼亚的石油工业中心，位于费里市东南7公里处。